# Djaouida Sellah
Djaouida Sellah est une médecin et femme politique canadienne d'origine algérienne. Elle a été députée à la Chambre des communes dans la circonscription québécoise de Saint-Bruno—Saint-Hubert, sur la Rive-Sud de Montréal, de 2011 à 2015.

## Biographie
Née à Alger, en Algérie, Djaouida Sellah est diplômé en médecine. Elle pratique son métier pendant 10 ans dans son pays d’origine. Impliquée au sein du Croissant-Rouge durant ses études, Djaouida s’envole pour Bagdad lors de la guerre du Golfe, où elle passe plus de quatre mois comme médecin volontaire. C’est à son arrivée au Canada qu’elle contribue à l’Association québécoise des médecins diplômés hors-Canada et États-Unis, dont elle a été longtemps la présidente. Elle est également conférencière au sein de La fondation des maladies du cœur du Québec, médiatrice-bénévole au sein d’un organisme de justice alternative et présidente de l’Association de circonscription Nouveau Parti démocratique (NPD) de Longueuil-Pierre-Boucher.
Djaouida Sellah s’installe au Québec en 1998 avec son mari, Djamal. Elle a un garçon, Anis, et deux filles, Yasmine et Sarah, nées au Québec.

## Politique
Elle est élue députée de la circonscription fédérale de Saint-Bruno—Saint-Hubert lors de l'élection fédérale du 2 mai 2011 sous la bannière du Nouveau Parti démocratique, défaisant la députée bloquiste sortante par plus de 8 000 voix. Le 19 avril 2012, Thomas Mulcair la nomme porte-parole adjointe de l'Opposition officielle pour la Santé. Elle siège au comité permanent de santé de la Chambre des communes entre juin 2011 et septembre 2013. Elle a été présidente du Caucus des femmes du NPD. 
En octobre 2013, elle est nommée au comité permanent de la condition féminine de la Chambre des communes. Elle dépose également le projet de loi C-523, sur la déclaration obligatoires des pénuries de médicaments. Le projet de loi aurait obligé les fabricants, importateurs et grossistes de signaler toutes les interruptions à la chaîne de production de médicaments sous peine de pénalités financières. Il aurait aussi forcé le gouvernement fédéral à mettre en place un plan d’urgence avec les provinces et territoires afin de mieux gérer les pénuries. Le projet de loi avait l'appui de plusieurs associations du milieu de la santé dont l'Association nationale des organismes de règlementation en pharmacie et de l'Ordre des Pharmaciens du Québec. Le projet de loi est défait le 12 février 2014, même s'il est appuyé par tous les partis sauf les Conservateurs.
Lors des élections fédérales de 2015, elle est candidate dans la nouvelle circonscription de Montarville, mais elle est défaite par le candidat libéral Michel Picard. Elle est par la suite candidate aux élections générales québécoises de 2018, représentant le Nouveau Parti démocratique du Québec dans la circonscription de La Pinière.

## Résultats électoraux
|                                                                                               | Nom                       | Parti            | Nombre de voix | %      | Maj.  |
| --------------------------------------------------------------------------------------------- | ------------------------- | ---------------- | -------------- | ------ | ----- |
|                                                                                               | Gaétan Barrette (sortant) | Libéral          | 15 476         | 47,1 % | 5 996 |
|                                                                                               | Sylvia Baronian           | Coalition avenir | 9 480          | 28,8 % | -     |
|                                                                                               | Marie Pagès               | Québec solidaire | 3 300          | 10 %   | -     |
|                                                                                               | Suzanne Gagnon            | Parti québécois  | 2 921          | 8,9 %  | -     |
|                                                                                               | Aziza Dini                | Vert             | 585            | 1,8 %  | -     |
|                                                                                               | Anwar El Youbi            | Conservateur     | 435            | 1,3 %  | -     |
|                                                                                               | Djaouida Sellah           | NPD Québec       | 354            | 1,1 %  | -     |
|                                                                                               | Patrick Hayes             | Indépendant      | 168            | 0,5 %  | -     |
|                                                                                               | Fang Hu                   | Indépendant      | 161            | 0,5 %  | -     |
| Total                                                                                         | Total                     | Total            | 32 880         | 100 %  |       |
| Le taux de participation lors de l'élection était de 61,1 % et 435 bulletins ont été rejetés. |                           |                  |                |        |       |

|       | Candidat                  | Parti             | # de voix | % des voix |
|       | Stéphane Duranleau        | Conservateur      | +06 284,  | 10,85 %    |
|       | Catherine Fournier        | Bloc québécois    | +16 460,  | 28,42 %    |
|       | Michel Picard             | Libéral           | +18 848,  | 32,54 %    |
|       | Djaouida Sellah (sortant) | NPD               | +14 296,  | 24,68 %    |
|       | Olivier Adam              | Vert              | +01 388,  | 2,4 %      |
|       | Claude Leclair            | Parti libertarien | +00640,   | 1,11 %     |
| Total | Total                     | Total             | 57 916    | 100 %      |

|       | Candidat                  | Parti          | # de voix | % des voix |
|       | Nicole Charbonneau Barron | Conservateur   | +05 887,  | 10,79 %    |
|       | (x) Carole Lavallée       | Bloc québécois | +15 384,  | 28,19 %    |
|       | Michel Picard             | Libéral        | +07 423,  | 13,6 %     |
|       | Djaouida Sellah           | NPD            | +24 361,  | 44,64 %    |
|       | Germain Denoncourt        | Vert           | +01 523,  | 2,79 %     |
| Total | Total                     | Total          | 54 578    | 100 %      |